# Batalha de Dacar
A Batalha de Dacar, também chamada de Operação Ameaça, foi um confronto que ocorreu entre os dias 23 e 25 de setembro de 1940 em Dacar, na África Ocidental Francesa. Foi uma tentativa fracassada dos Aliados de capturar o porto estratégico de Dacar e possivelmente derrubar o governo pró-alemão da França de Vichy.
A batalha começou pela manhã do dia 23 com os navios britânicos enfrentando as defesas costeiras francesas, porém as embarcações foram rapidamente afastadas pelo fogo inimigo. Durante a tarde forças da França Livre tentaram desembarcar em Rufisque, porém foram rechaçados por disparos vindos de posições fortificadas na praia. Pelos dias seguintes os Aliados continuaram a atacar as posições francesas, principalmente com aeronaves do porta-aviões HMS Ark Royal, porém causaram poucos danos e foram também rechaçados por aeronaves francesas.
Os Aliados desistiram da tentativa de invasão no dia 25, depois de vários de seus navios terem sido danificados e os franceses montado uma defesa ferrenha. Mesmo assim, dois submarinos franceses foram afundados e a frota de Dacar como um todo permaneceu atracada no lugar até a Operação Tocha em novembro de 1942.